# Ла Лоджа
Ла Ло̀джа (на италиански: La Loggia; на пиемонтски: La Logia, Ла Лоджа) е малък град и община в Метрополен град Торино, регион Пиемонт, Северна Италия. Разположен е на 230 m надморска височина. Към 1 януари 2020 г. населението на общината е 8841 души, от които 295 са чужди граждани.